# یاکسهام
یاکسهام (به انگلیسی: Yaxham) یک روستا و محله مدنی در بریتانیا است که در منطقه برکلند واقع شده‌است. یاکسهام ۶٫۶۴ کیلومتر مربع مساحت و ۶۷۷ نفر جمعیت دارد.